# Madagaszkáriegér-formák
A madagaszkáriegér-formák (Nesomyinae) az emlősök (Mammalia) osztályának rágcsálók (Rodentia) rendjébe, ezen belül a madagaszkáriegér-félék (Nesomyidae) családjába tartozó alcsalád.
Egyes rendszerek az egérfélék (Muridae) családjába sorolják ezt az alcsaládot.

## Rendszerezés
Az alcsaládba 9 nem és 28 faj tartozik:
- Brachytarsomys Günther, 1875 – 2 faj
- Brachyuromys Major, 1896 – 2 faj
- Eliurus Milne-Edwards, 1885 – 12 faj
- Gymnuromys Forsyth Major, 1896 – 1 faj
  - Gymnuromys roberti Forsyth Major, 1896
- Hypogeomys A. Grandidier, 1869 – 2 faj
- Macrotarsomys Milne-Edwards & G. Grandidier, 1898 – 3 faj
- Monticolomys Carleton & Goodman, 1996 – 1 faj
  - Monticolomys koopmani Carleton & Goodman, 1996
- Nesomys Peters, 1870 – 3 faj
- Voalavo Carleton & Goodman, 1998 – 2 faj